# Jukka Linkola
Jukka Tapio Linkola, född 21 juli 1955 i Esbo, är en finländsk tonsättare, dirigent och jazzpianist.
Av Linkolas verk kan nämnas musikaler, som till exempel Peter Pan (Helsingfors stadsteater, 1985) och Astoria (Lahtis stadsteater, 2003).